# Fertőszentmiklós
Fertőszentmiklós (deutsch Sankt Niklaus am Neusiedlersee, kroatisch Nikola) ist eine ungarische Kleinstadt im Komitat Győr-Moson-Sopron nahe der österreichischen Grenze und dem Neusiedler See.
Der Name bedeutet in der deutschen Sprache etwa St. Niklas am Sumpf (fertő bedeutet wortwörtlich Sumpf, Fertő tó ist der ungarische Name des Neusiedler Sees).

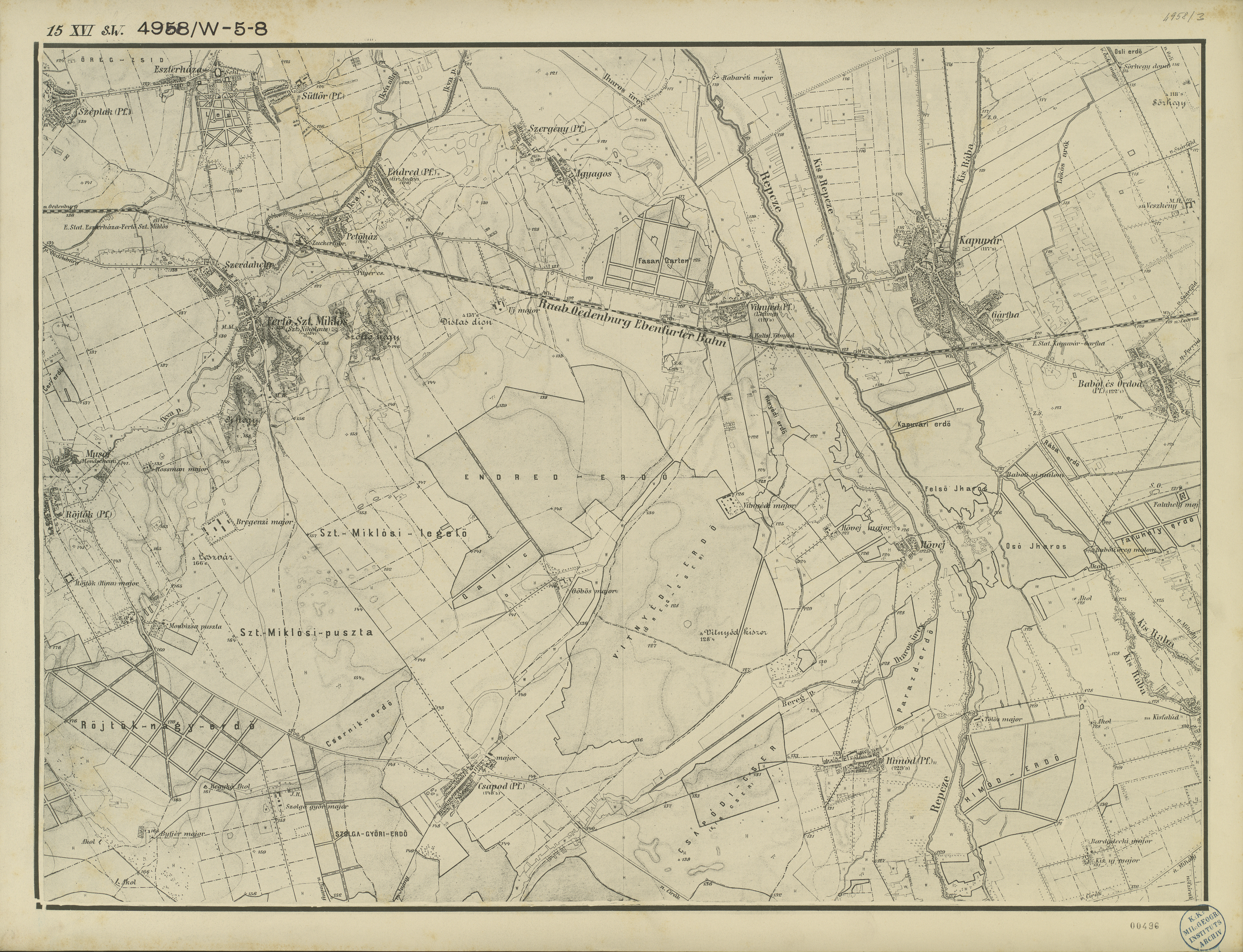
„Fertö Szt. Miklós“ (links oben) in der 3. Landesaufnahme, Ende des 19. Jahrhunderts

## Geographie
Fertőszentmiklós liegt in der Kleinen Ungarischen Tiefebene am Fluss Ikva auf etwa 140 m Seehöhe. Die Stadt befindet sich etwa 25 km östlich von Sopron (Ödenburg) und 10 km westlich von Kapuvár. Der Neusiedler See wiederum befindet sich ca. 8 km nordwestlich der Stadt. In unmittelbarer Umgebung befindet sich auch Schloss Esterházy, dessen Park an die Stadt grenzt.
Die Stadt gehörte früher dem Kleingebiet Sopron-Fertőd an. Bis zum Ersten Weltkrieg war Fertőszentmiklós dem Komitat Ödenburg (Sopron megye) angehörig.

## Verkehr
Mit den Städten Sopron, Kapuvár und Csorna ist der Ort durch die Fernstraße 85 verbunden. Die Bahnlinie Sopron – Győr der gleichnamigen Raab-Oedenburg-Ebenfurter Eisenbahn AG (Raaberbahn/GySEV) hat in Fertőszentmiklós einen nordwärtigen Abzweig zur Neusiedler Seebahn nach Neusiedl am See (im Burgenland) sowie einen aufgelassenen südwärtigen Abzweig nach Celldömölk.
Der Ort verfügt über den Flugplatz Meidl Airport.

## Städtepartnerschaften
- Pleidelsheim, Deutschland, seit 1994
- Leopoldov, Slowakei, seit 2003

## Persönlichkeiten
- Csaba Ternyák (* 1953), römisch-katholischer Geistlicher, Erzbischof von Eger ab 2007